# Цоко Найденов
Цоко Байчев Найденов е български адвокат, юрисконсулт, кмет на Видин от 7 октомври 1942 г. до 9 септември 1944 г.

## Биография
Роден е на 29 юни 1904 г. в Лесура. Средното си образование завършва във Врачанската гимназия. През 1927 г. е приет за студент в Софийския университет „Св. Климент Охридски“. След дипломирането си работи като адвокат във Враца. През 1938 г. се премества със семейството си във Видин. Занимава се и с обществено-полезни дела и е активен член на въздържателното движение. Избран е за кмет на Видин през 1942 г. Поема града след опустошителното наводнение от пролетта на 1942 г. Приведени са в годност за живеене и обитаване над 1500 наводнени жилищни и обществени сгради, нормализирано е снабдяването на гражданите с храна и дърва, изградени са над 6000 метра водоснабдителна мрежа. След Деветосептемврийския преврат е изправен пред Народния съд и е осъден на три години затвор условно. В следващите години до пенсионирането си е юрисконсулт на различни предприятия.
Умира на 5 юли 1976 г. във Видин.